# Xylodes albovarius
Xylodes albovarius is een keversoort uit de familie klopkevers (Ptinidae). De wetenschappelijke naam van de soort werd in 1876, tegelijk met die van het geslacht, waarvan het de typesoort is, gepubliceerd door Charles Owen Waterhouse.